# Népomucène Lemercier
Louis Jean Népomucène Lemercier (Parigi, 20 aprile 1771 – Parigi, 7 giugno 1840) è stato un poeta e drammaturgo francese.

## Biografia

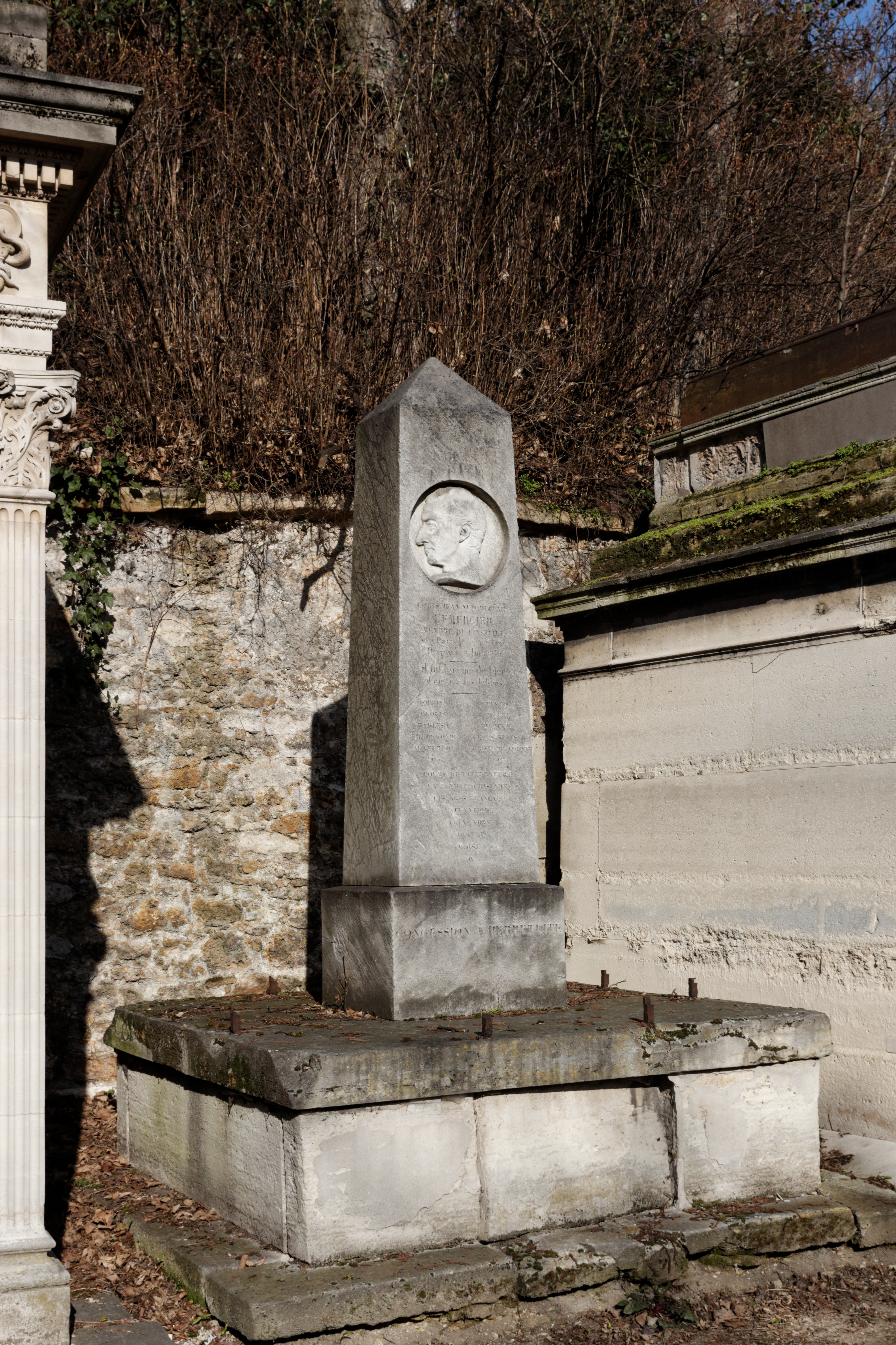
Tomba di Népomucène Lemercier al cimitero di Père-Lachaise

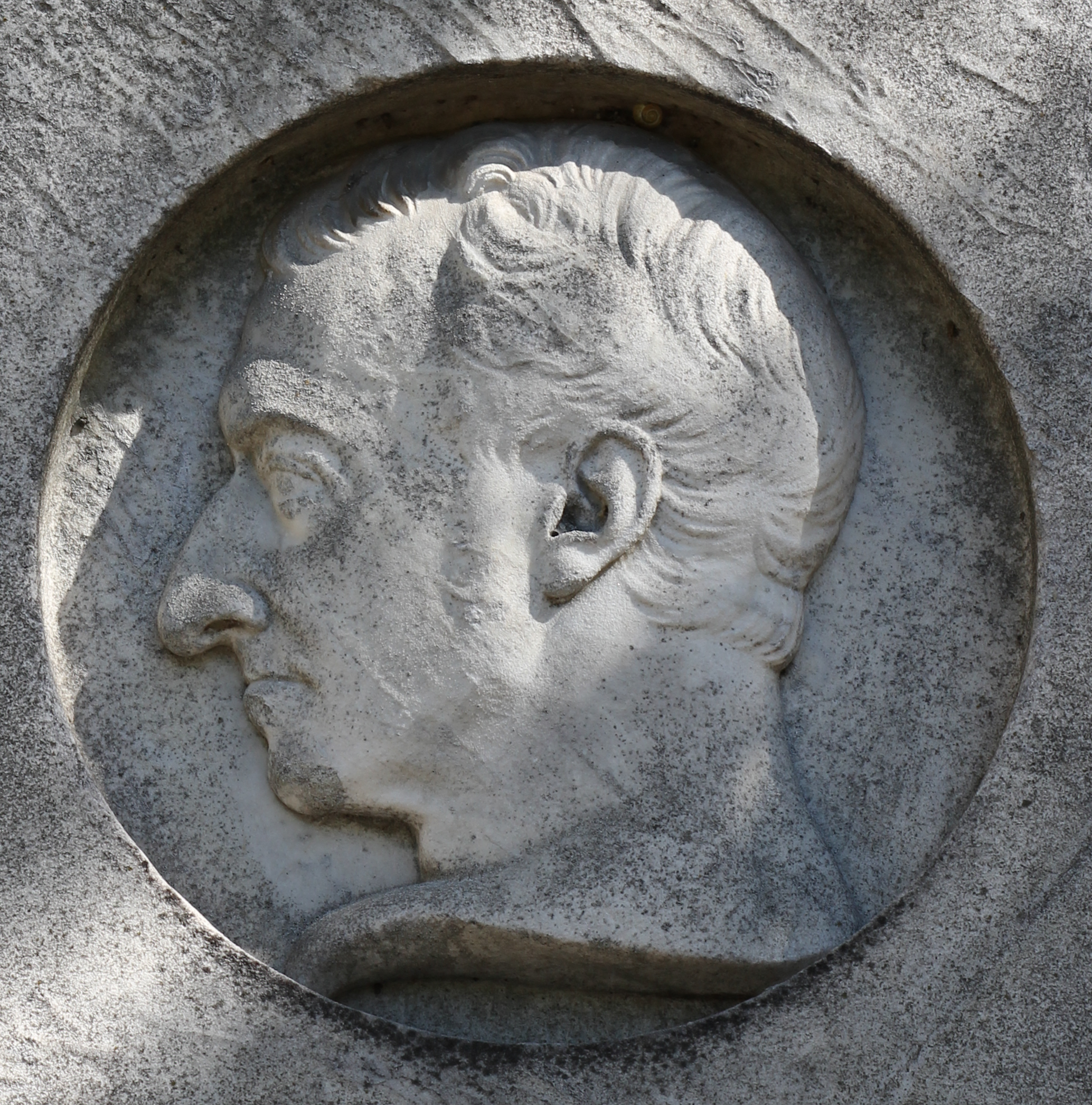
Dettaglio della tomba di Népomucène Lemercier

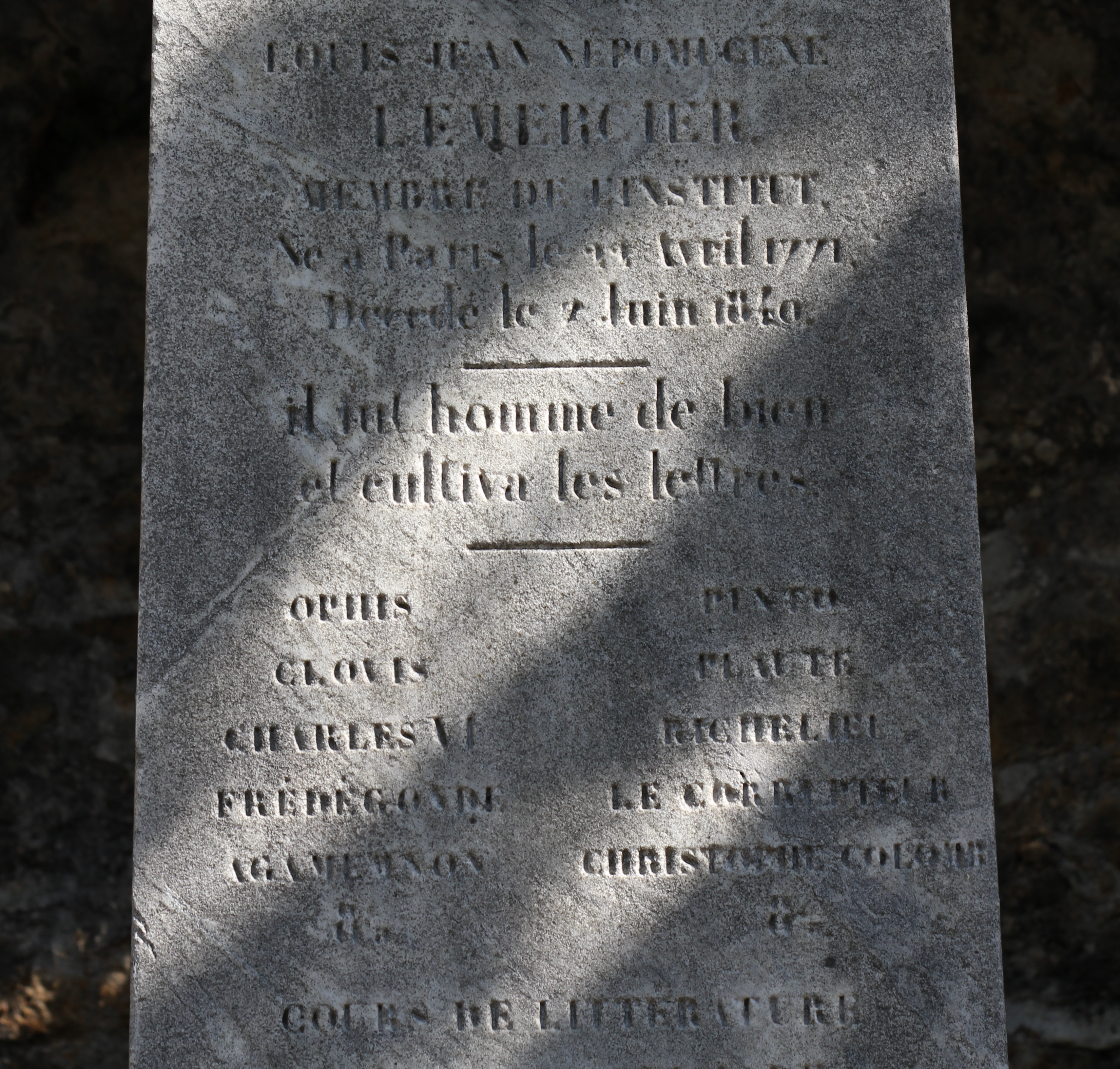
Dettaglio della tomba di Népomucène Lemercier

### Nascita e inizi
Figlio del segretario sovrintendente del conte di Tolosa e del duca di Penthièvre,
figlioccio e protetto da Maria Teresa Luisa di Savoia-Carignano e da Maria Antonietta d'Asburgo-Lorena, si è laureato all'Istituto sotto il Direttorio, ha scritto poesie, sedici tragedie e quindici commedie o drammi, esordendo a diciassette anni quando realizzò la sua prima opera Méléagre (Meleagro, 1788), consigliata dalla regina e applaudita da tutta la corte nella sua unica rappresentazione.

### Teatro: stile e pensiero letterario
Letterato interessante e originale, dalle molte idee, dall'energia vitale, dal grande orgoglio e dalle qualità espressive non eccelse.
Spesso paragonato a Chateaubriand, per la sua ricerca di innovazione venne definito "strano piuttosto che originale" (G. Vauthier), oppure "la figura più curiosa di un tempo ingrato" (G. Merlet).
Dal 1788 al 1835 si dedicò al teatro, dove raccolse successi con il Tartuffe révolutionnaire (Tartufo, 1795), pieno di allusioni politiche audaci e sospeso dopo la quinta rappresentazione, e Pinto ou La journée d'une conspiration' (1799), prima dell'avvento dei romantici.
La sua produzione letteraria risultò imponente e si distinse soprattutto per la sua commedia storica, in prosa, intitolata Pinto ou La journée d'une conspiration (Pinto o Il giorno di una cospirazione, 1800, alla Comédie).
L'opera si caratterizzò per le anticipazioni romantiche, anche se l'autore affermò il contrario e fu nemico irriducibile della scuola romantica. La trama descrive la cacciata degli spagnoli da Lisbona e i protagonisti sono il duca di Braganza e il suo segretario Pinto.
Lemercier, autore di diverse tragedie medievali, risultò uno dei precursori della riscoperta medievale operata dal Romanticismo, sperimentando una forma di tragedia storica nazionale che ebbe il pregio di approfondire e invitare alla riflessione sulla debolezza dei grandi uomini, sull'ambiguità dei gloriosi eventi storici, sull'ambivalenza del potere, sul potere politico inseparabile dalla nozione di responsabilità, quindi sull'uso politico della storia del teatro e sulla libertà creativa.
Le sue tragedie tendono a mostrare la figura di un sovrano idealizzato, creano il mito di un'armonia sociale, momentaneamente interrotta dalla Rivoluzione francese, ma che con impegno bisogna ritrovare, e quindi sono utili alla Restaurazione.
Il lessico della passione tende al deprezzamento: l'amore è qui ridotto a una debolezza, mancando sia della fatalità presentata dalla tragedia classica sia del sublime sentimento del dramma romantico.
Durante la sua carriera di drammaturgo, iniziata sotto il Consolato e l'Impero, e continuata sotto la Restaurazione, Lemercier si oppose e denunciò gli imperativi politici e la censura. Lemercier fu un repubblicano liberale, fedele alla Rivoluzione, inizialmente appoggiò Napoleone Bonaparte, ma i suoi rapporti con lui si raffreddarono quando il potere consolare fu convertito in dominio imperiale, e desiderò avere solo rapporti ufficiali con l'imperatore e la sua tragedia Ophis, di tematica egiziana, fu rappresentata negli stessi giorni dei successi militare della spedizione in Egitto.

### Poesia: pensiero poetico
Ha concepito in poesia un progetto monumentale in cui si dovevano realizzare quattro profili simbolici, tutto il programma dell'epica sognata dall'Illuminismo: Moïse (Mosè, legislazione), Alexandre (Alessandro, guerra), Homère (Omero, poesia), Newton (scienza).
In Atlantiade (Atlantide)  Lemercier inventò una mitologia grottesca in cui persone incredibili e meravigliose con nomi originali vivono a contatto con avventure stravaganti.
Membro dell'Accademia dall'11 aprile 1810 per sostituire il filosofo Jacques-André Naigeon, fu ricevuto il 5 settembre 1810 da Philippe-Antoine Merlin de Douai; nel 1827 sostenne la proposta di Lacretelle, il principale artefice della protesta dell'Accademia contro la legge di Peyronnet sulla stampa, cosa che portò al fallimento della misura.
Prima di morire il 7 giugno 1840 a Parigi, egli stesso scrisse il suo epitaffio:
(Népomucène Lemercier)

## Opere

### Teatro
- Méléagre, tragedia in 5 atti (1788);
- Clarisse Harlowe, dramma, in versi (1792);
- Le Tartufe révolutionnaire, commedia in 5 atti, in versi (1795);
- Le Lévite d'Éphraïm, tragedia in 3 atti (1796);
- Agamemnon, tragedia in 5 atti, rappresentata al théâtre de la République il 24 aprile 1797);
- La Prude, commedia (1797);
- Ophis, tragedia in 5 atti, rappresentata al théâtre de la République il 2 nivôse del VII (1798);
- Pinto, ou la Journée d'une conspiration, commedia storica, rappresentata al théâtre de la République il 1º germinal del VIII (22 mars 1800);
- Isule et Orovèse, tragedia in 5 atti (1803);
- Baudouin, empereur, tragedia in 3 atti (1808);
- Plaute ou la Comédie latine, commedia in 3 atti, in versi, rappresentata alla Comédie-Française il 20 gennaio 1808;
- Christophe Colomb, commedia storica in 3 atti, in versi, rappresentata al théâtre de S. M. l'Impératrice et Reine il 7 mars 1809;
- Charlemagne, tragedia in 5 atti, rappresentata alla Comédie-Française il 27 giugno 1816;
- Le Frère et la Sœur jumeaux, commedia in 3 atti, in versi, rappresentata al Teatro dell'Odéon il 7 novembre 1816;
- Le Faux bonhomme, commedia in 3 atti, rappresentata al théâtre français il 25 gennaio 1817;
- Le Complot domestique, ou le Maniaque supposé, commedia in 3 atti e in versi, rappresentata al théâtre de l'Odéon il 16 giugno 1817;
- Ismaël au désert ou l'origine du peuple arabe, dramma orientale in versi (1801), rappresentata al théâtre de l'Odéon il 23 gennaio 1818 (con il titolo Agar et Ismaël, ou l'Origine du peuple arabe);
- La Démence de Charles VI, tragedia in 5 atti (1820), doveva essere rappresentata al théâtre de l'Odéon il 25 settembre 1820;
- Clovis, tragedia in 5 atti (1820);
- Frédégonde et Brunehaut, tragedia in 5 atti, rappresentata al Second théâtre français il 27 marzo 1821;
- Louis IX en Égypte, tragedia in 5 atti, rappresentata al Second théâtre français il 5 agosto 1821;
- Le Corrupteur, commedia in 5 atti e in versi, terminata il 22 novembre 1812, rappresentata al Second Théâtre-Français il 26 novembre 1822;
- Dame Censure, ou la Corruptrice, tragi-commedia in 1 atto e in prose (1823);
- Richard III et Jeanne Shore, dramma storico in 5 atti e in versi, ispirata da Shakespeare e da Rowe (1824);
- Les Martyrs de Souli, ou l'Épire moderne, tragedia in 5 atti (1825) ispirata dagli scritti di François Pouqueville;
- Camille, ou le Capitole sauvé, tragedia in 5 atti (1826);
- Les Deux filles spectres, melodramma in 3 atti e in prosa, rappresentata al théâtre de la Porte-Saint-Martin l'8 novembre 1827;
- L'Ostracisme, commedia (1828);
- Richelieu ou la journée des dupes, commedia in 5 atti, in versi;
- Les serfs polonais, melodramma in 3 atti, rappresentata al théâtre de l'Ambigu il 15 giugno 1830;
- L'Héroïne de Montpellier, melodramma in 5 atti, rappresentata al théâtre de la Porte-Saint-Martin il 7 novembre 1835;

### Poesie e altro
- Épître d'un prisonnier délivré de la Bastille (1789);
- Les Quatre Métamorphoses (1798);
- Homère, poema (1800);
- Alexandre, poema (1800);
- Les Trois fanatiques, poema (1801);
- Un de mes songes ou quelques vers sur Paris (1802);
- Les Âges français, poème en 15 chants (1803);
- Hérologues, ou Chants des poètes rois (1804):
- L'Homme renouvelé, narrativa morale in versi (1804);
- Traduction des Vers dorés de Pythagore et de deux idylles de Théocrite (1806);
- Discours de la nature (1806);
- Épître à Talma (1807);
- Essais poétiques sur la théorie Newtonienne tirés de l'Atlantiade [...] - Paris: Collin (1808);
- L'Atlantiade ou la théogonie newtonienne, poema in 6 canti (1812) : un bizzarro poema didattico in cui le divinità allegoriche rappresentano il calorico, l'ossigeno, il fosforo, ecc.;
- Ode sur le doute des vrais philosophes (1812);
- Épître à Bonaparte sur le bonheur de la vertu (1814);
- Épître à Bonaparte, sur le bruit répandu qu'il projetait d'écrire des commentaires historiques (1814);
- Réflexions d'un Français, sur une partie factieuse de l'armée française (1815);
- La Mérovéide ou les champs catalauniques, poema in 14 canti (1818);
- Du Second Théâtre-français, ou Instruction relative à la déclamation dramatique (1818);
- La Panhypocrisiade ou la comédie infernale du XVI siècle, poema in 16 canti (1819);
- Moïse, poema (1819 e 1823);
- Cours analytique de littérature générale, 4 vol. (1820) : raccolta di lezioni date all'Athénée dal 1811 al 1814;
- Chant pythique sur l'alliance européenne (1820);
- Ode à notre âge analytique (1820);
- Le Paysan albigeois (1823):
- Chants héroïques des montagnards et matelots grecs, tradotto in versi francesi (1824-1825);
- Ode à la mémoire du Comte de Souza (1825);
- Almînti, ou le Mariage sacrilège, romanzo psicologico (1834);
- Ode à l'hymen, musica di Luigi Cherubini;
- Ode sur la Melpomène des Français.